# 特雷斯伊斯萊塔斯
特雷斯伊斯萊塔斯（西班牙語：Tres Isletas），是阿根廷的城鎮，位於該國北部查科省，是邁普縣的首府，始建於1937年，主要經濟活動是農業、養蜂業和食品業，海拔高度89米，2001年人口24,747。